# تایکو ریشیدن
«تایکو ریشیدن V" (انگلیسی: Taikou Risshiden V) یک بازی ویدئویی است که توسط و در پلت‌فرم‌های مایکروسافت ویندوز، پلی‌استیشن ۲، و پلی‌استیشن همراه منتشر شده‌است.